# Escudo de la República Federal de Centro América
El Escudo de Armas de las Provincias Unidas de América Central, llamada más tarde República Federal de Centro América, y sus naciones sucesoras fue creado el 2 de julio de 1823 durante la Asamblea Nacional Constituyente que dio forma a la nación como un estado independiente de España u otro país extranjero.

## Historia
En particular, el escudo fue adoptado de forma sucesiva, con algunas pequeñas variaciones, por las siguientes naciones extintas:
- Provincias Unidas del Centro de América (1823-1824).
- República Federal de Centro América (1824-1840).
- Federación de Centro América (1842-1845).
- República de América Central o República Mayor de Centro América (1895-1898).
- Estados Unidos de Centroamérica (1898).

Estos estados incluyeron la totalidad o parte de los actuales países de Costa Rica, El Salvador, Guatemala, Honduras y Nicaragua.

## Diseño
El diseño del escudo se componía de un triángulo equilátero; en su base aparecía una cordillera de cinco volcanes (en representación de cada uno de los estados que componía la federación) sobre un terreno que se figuraba bañado por las aguas del océano Pacífico y mar Caribe; en la parte superior, un arcoíris los cubría y bajo el mismo se hallaba el gorro frigio enastado en una lanza esparciendo luces. En torno del triángulo y en figura circular se escribía con letras de oro el nombre del país, el cual variaba con los cambios políticos del momento.

## Evolución

### Provincias Unidas
|             |
| 1823 — 1824 |

Tan pronto terminó la guerra de secesión de México, los representantes de las antiguas provincias coloniales de San Salvador, Guatemala, Comayagua, Nicaragua y Costa Rica se reunieron en Asamblea Nacional Constituyente y proclamaron que en ella residía la soberanía nacional, y pusieron en vigencia temporalmente la Constitución de Cádiz. Le dieron al país el nombre de Provincias Unidas del Centro de América y decretaron una bandera y un escudo para el nuevo Estado el 21 de agosto de 1823.
El decreto que creó el escudo para las Provincias Unidas contenía la siguiente descripción:

DECRETO No. 29

La Asamblea Nacional Constituyente de las Provincias Unidas del Centro de América, ha tenido a bien decretar y decreta: 

Artículo 1º. El Escudo de Armas de las Provincias Unidas del Centro de América será un triángulo equilátero; en su base aparecerá una cordillera de cinco volcanes, sobre un terreno que se figure bañado por ambos mares; en la parte superior, un arco iris que los cubra y bajo el arco, el gorro de la libertad esparciendo luces. En torno del triángulo y en figura circular se escribirá con letras de oro: “PROVINCIAS UNIDAS DEL CENTRO DE AMÉRICA”.

Artículo 2º. Este escudo se colocará en todos los puestos y oficinas públicas sustituyéndose a las que se han usado por disposiciones de los anteriores gobiernos.

Artículo 3º. El gran sello de la nación, el de la Secretaría de esta Asamblea, el de los agentes del gobierno, y tribunales de justicia, llevarán todos el mismo escudo.

### República Federal
|             |
| 1824 — 1839 |

En 1824 una nueva constitución fue aprobada, que entró en vigor desde 1825, que cambió el nombre del país a República Federal de Centro América. La bandera se acogió de nuevo sin ninguna variante, excepto por el escudo que pasó de ser circular a ser ovalado, y en su circunferencia exterior se escribía “REPÚBLICA FEDERAL DE CENTRO AMÉRICA”.
Cada uno de los estados tenía por emblema el escudo nacional, pero con la inscripción en la circunferencia denotando el nombre del estado al cual representaba.
Una vez que la República Federal se disolvió en 1839, cada uno de los países que la componían adoptó de manera unánime los colores blanco y azul de la bandera federada, con pequeños cambios respecto a sus vecinos, los cuales eran generalmente relativos al escudo nacional ubicado en el centro.

### Federación Centroamericana
|      |
| 1851 |

El 2 de abril de 1851 Honduras, El Salvador y Nicaragua se reúnen de nuevo en una sola entidad bajo el nombre de Federación de Centro América, en un intento de restablecer la unidad regional.
La dieta de la Federación Centroamericana decretó el 22 de abril de 1851 el escudo de armas de la nación. Dicho escudo era similar al de las Provincias Unidas, estando rodeado por el nombre del Estado y constando de tan solo tres volcanes, en representación de los tres países integrantes de la federación.

### República Centroamericana
|             |
| 1895 — 1898 |

La República de América Central (oficialmente República Mayor de América Central), fue el último intento serio de El Salvador, Honduras y Nicaragua para unirse en un solo país. El estado existió desde 1896 (debido al Pacto de Amapala de 1895) y se disolvió el 21 de noviembre de 1898, cuando ya se denominaba Estados Unidos de Centroamérica. El diseño de la bandera y el escudo fueron casi los mismos que en 1851, pero el nombre del estado era ahora diferente y el número de volcanes eran cinco de nuevo.

## Escudos sucesores

Escudo de Costa Rica
Escudo de El Salvador
Escudo de Guatemala
Escudo de Honduras
Escudo de Nicaragua

Los escudos nacionales de la mayoría de los países que sucedieron a estas repúblicas son muy similares a las armas de las Provincias Unidas de América Central y (por tanto), también las de sus vecinos. Algunas armas contienen referencias explícitas a la unión centroamericana, incluso en la ubicación del país en América Central. Sólo el escudo de Guatemala es diferente.